# Ogün Altıparmak
Ogün Altıparmak (* 10. November 1938 in Adapazarı; † vor oder am 2. Februar 2025) war ein türkischer Fußballspieler, -trainer, -funktionär und -kommentator. Durch seine langjährige Tätigkeit für Fenerbahçe Istanbul wird er stark mit diesem Verein assoziiert. Auf der Fan- und Vereinsseite wird er als einer der bedeutendsten Spieler der Klubgeschichte aufgefasst. Er ist für seine bedingungslose Loyalität gegenüber Fenerbahçe bekannt und war auch zeitweise in der Politik aktiv. In der Spielzeit 1970/71 wurde er als erster Spieler der Vereinsgeschichte Torschützenkönig der höchsten türkischen Spielklasse, der Süper Lig.

## Spielerkarriere

### Verein
Altıparmak begann mit dem Profifußball Ende der 50er Jahre bei Karşıyaka SK. Mit diesem Verein nahm er an der nur regional ausgetragenen İzmir Futbol Ligi teil und gewann mit ihr zum Sommer die letzte Meisterschaft dieser Liga. Anschließend nahm Karşıyaka an der neu gegründeten und landesweit ausgetragenen Nationalliga, der Süper Lig, teil. Mit der Teilnahme an der Süper Lig wurde Altıparmak auch für die Nationalmannschaft berücksichtigt und zählte fortan zu den regelmäßig nominierten Spielern.
1963 erlitt er einen schweren Beinbruch und fiel mehrere Monate aus. Trotz dieser schweren Verletzung wechselte er im Sommer desselben Jahres zum Erstligisten Fenerbahçe Istanbul. Dieser Wechsel wurde heftig kritisiert. Nachdem seine Verletzung auskuriert war, erkämpfte er sich einen Stammplatz und ließ durch überzeugende Leistungen die Kritiker verstummen. Bereits in seiner ersten Spielzeit erzielte er in 18 Ligaspielen neun Treffer und hatte Anteil an der gewonnenen Meisterschaft. Auch im Europapokal der Pokalsieger hatte er mit drei Treffern in vier Spielen Anteil an der Viertelfinalteilnahme. Die nachfolgenden Jahre zählte er zu den wichtigen Spielern seiner Mannschaft und gewann u. a. drei weitere Meisterschaften. Im Europapokal der Landesmeister 1968/69 kam Fenerbahçe in der ersten Runde völlig überraschend gegen den englischen Meister Manchester City weiter. Altıparmak erzielte beim Rückspiel das entscheidende 2:1.
Die zweite Hälfte der Saison 1968/69 verbrachte er bei den Washington Whips und kehrte bereits zum Sommer 1969 zu Fenerbahçe zurück.
Am Ende der Spielzeit 1970/71 wurde Altıparmak mit 16 Treffern Torschützenkönig der Süper Lig und damit der erste Torschützenkönig der Vereinsgeschichte. Zum Saisonende gab er das Ende seiner Fußballerkarriere bekannt. Mit einem am 7. Juli 1971 angesetzten Abschiedsspiel zwischen Fenerbahçe und einer Auswahlmannschaft verabschiedete er sich vom aktiven Fußball.

### Nationalmannschaft
Altıparmak spielte bereits zu seiner Karşıyakazeit zweimal für die türkische U-18-Nationalmannschaft. Nachdem er dann drei Jahre nicht mehr berücksichtigt worden war, fiel er nach der Gründung der Süper Lig wieder den Verantwortlichen auf und spielte fortan regelmäßig für die türkische Nationalmannschaft. Sein Länderspieldebüt gab er dabei am 8. Oktober 1961 während eines Freundschaftsspiels gegen Korea.
1965 nahm er mit der Türkei am ECO-Cup teil und belegte den zweiten Platz. Zwei Jahre später holte man diesen Cup.
Fortan gehörte er zu den Spielern, die mit einigen Ausnahmen regelmäßig zur Nationalmannschaft berufen wurden. Er spielte für die Türkei in den Qualifikationsrunden der Weltmeisterschaft 1962, der Weltmeisterschaft 1966, der Europameisterschaft 1968 und der Weltmeisterschaft 1970. Er absolvierte insgesamt 32 Begegnungen für die Ay-Yıldızlılar, erzielte dabei sechs Treffer und bestritt zwei dieser Spiele als Mannschaftskapitän.

## Trainerkarriere
Im Anschluss an seine aktive Laufbahn versuchte er sich als Trainer und trainierte erfolglos u. a. solche Mannschaften wie Giresunspor und Erzincanspor. Besonders während seiner Tätigkeit bei Erzincanspor wurde er heftig dafür kritisiert, nur die nach seiner Anweisung von Fenerbahçe ausgeliehenen jungen und unerfahreren Spielern einzusetzen. Nachdem er hinter den Erwartungen geblieben war, wurde er entlassen.

## Trivia
- Er war bei diversen Zeitungen als Fußballkolumnist aktiv und kommentierte da ausschließlich die Spiele und Belange von Fenerbahçe. Seit einigen Jahren war er im Vereinsfernsehen Fenerbahçes zu sehen.
- Im Istanbuler Stadtteil Kadıköy war er lange Zeit als Lokalpolitiker aktiv und gehörte der Anavatan Partisi (ANAP) an.
- Sein Sohn Batur Altıparmak war ebenfalls als Fußballspieler aktiv. Er erlernte das Fußballspielen in der Jugend von Fenerbahçe. Nachdem er hier den Sprung in die Mannschaft nicht geschafft hatte, spielte er mehrere Jahre bei diversen Erst- und Zweitligisten, ohne sich dabei durchsetzen zu können. So beendete er 2001 seine Fußballerkarriere.[3] Seither ist er als sehr erfolgreicher Fußballberater tätig und betreut viele bekannte Spieler des türkischen Fußballs.[4]
- Sein anderer Sohn Okan Altıparmak bekam in den 1980er Jahren von der Northwestern University ein Spidendium und studierte erst Betriebswirtschaft und anschließend Elektrotechnik. Neben seinem Studium spielte er für die Universitätsmannschaft und wurde mehrmals Torschützenkönig der Uniliga.[5][6][7]

## Erfolge
- Fenerbahçe Istanbul:
  - Süper Lig (4): 1963/64, 1964/65, 1967/68, 1969/70
  - Türkischer Pokalsieger (1): 1968
  - TSYD Kupası (1): 1969
  - Atatürk-Pokal (1): 1964
  - Viertelfinalist im Europapokal der Pokalsieger (1): 1963/64
- Türkische Nationalmannschaft:
  - ECO-Cup (1): 1967
    - Zweiter beim ECO-Cup (1): 1965
- Individuell
  - 100er-Klub-Mitglied der Süper Lig